# バッファローカボチャ油
バッファローカボチャ油(Buffalo gourd oil)は、北アメリカ南西部原産のバッファローカボチャの種子から抽出される油脂である。そのラテン語名が示すとおり、その蔓は不快な匂いである。バッファローカボチャの種子は、油脂とタンパク質に富み、インディアンが石鹸を作るのに用いてきた。脂肪酸組成は、リノール酸(64.5%)とオレイン酸(17.7%)で大部分を占める。